# 圣弥额尔教堂 (奥洛穆茨)
圣弥额尔教堂 (捷克語：Kostel svatého Michala)是捷克共和国奥洛穆茨的一座罗马天主教教堂，也是这个城市最重要的标志之一。
这座教堂，最初属于多明我会，建于13世纪，1676年至1703年由Giovanni Pietro Tencalla重建为现在的巴洛克形式。内部的灰泥装饰是巴尔塔扎尔·丰塔纳的作品。该教堂在1707年5月9日祝圣，但在1709年7月，因大火受损。该教堂的特点是它的象征三位一体的三个圆顶。所有的圆顶底部均覆盖壁画。管风琴制于1706年，制作者是布尔诺管风琴师大卫锡伯。